# Blading

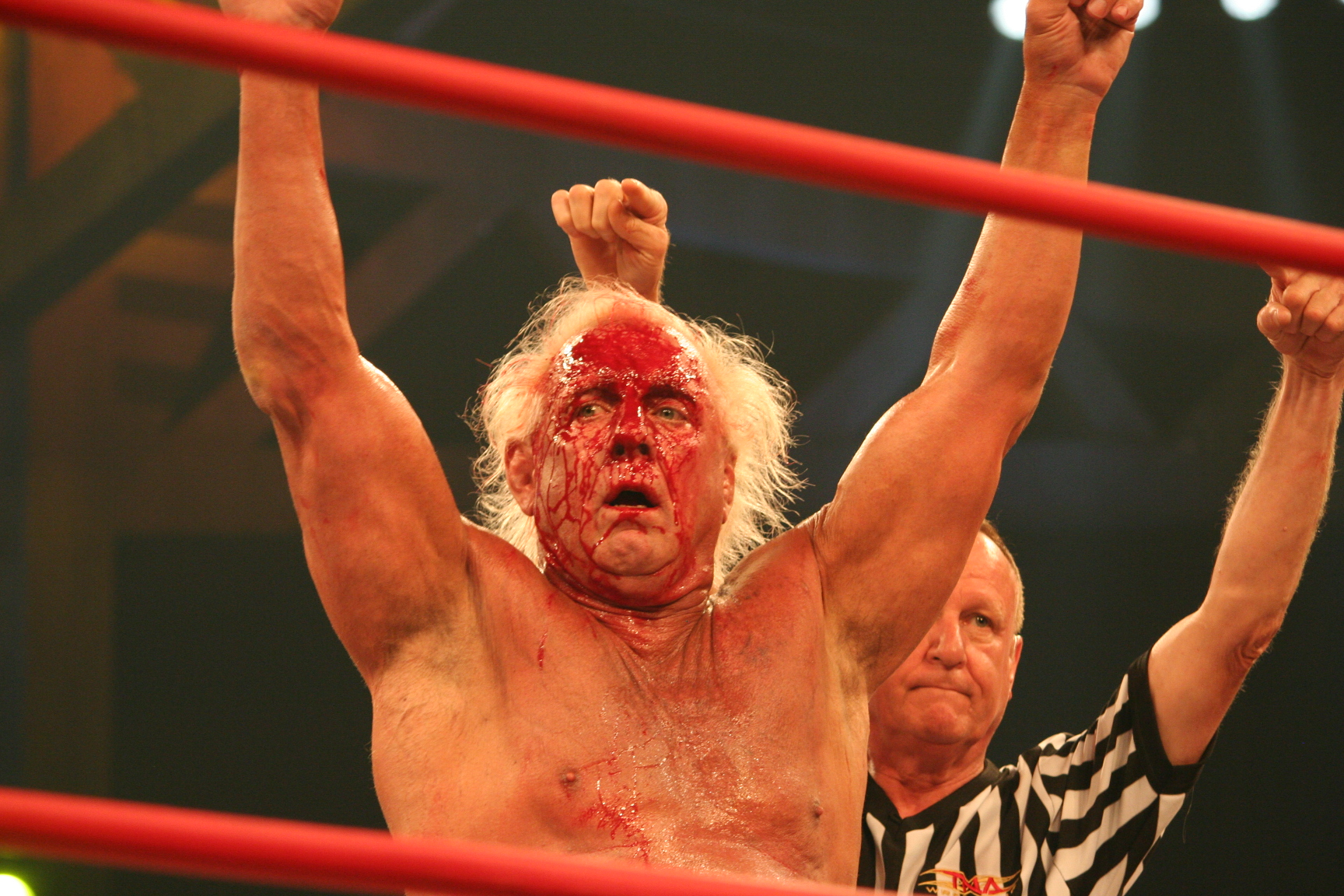
Der US-amerikanische Wrestler Ric Flair wendet die Technik häufig an.

Blading ist eine im Wrestling übliche Form des Herbeiführens von Blutungen. Dabei fügt sich der Wrestler unbemerkt von Zuschauern und TV-Kameras einen Schnitt an der Stirn zu, der blutet.
Durch Schweiß sieht selbst eine recht kleine Schnittwunde mit geringem Blutverlust enorm effektvoll aus und bringt dem Kampf einen Zuwachs an Rohheit und Brutalität. Der Schnitt wird in der Regel mit einer Rasierklinge gemacht, welche entweder der Ringrichter bei sich hat, die irgendwo am Ring hinterlegt wird oder die der Wrestler schon seit Beginn des Auftritts bei sich führt (z. B. innerhalb eines Taschentuches gewickelt unter der Hose oder unter einem Knieschoner etc.).
Eine andere – öffentliche – Form des Bladings ist es, den Blade direkt im Kampf zuzufügen.
Die Stirn bietet sich insofern an, als hier sehr viele Blutgefäße sind, die bei relativ flachen Schnitten schon stark bluten.
Nicht als Blading gilt, wenn in z. B. in einem Barbed-Wire-Match die Stirn, das Gesicht oder andere Körperteile zum Bluten gebracht werden.
In einigen Wrestling Organisationen, wie beispielsweise der WWE, ist das Blading aus gesundheitlichen Gründen mittlerweile verboten.
Siehe auch: Hardcore-Wrestling